# Rubinstar
 (octobre 2011).
Si vous disposez d'ouvrages ou d'articles de référence ou si vous connaissez des sites web de qualité traitant du thème abordé ici, merci de compléter l'article en donnant les références utiles à sa vérifiabilité et en les liant à la section « Notes et références ».
Rubinstar est le nom d'un cultivar de pommier domestique.

## Description
- Épicarpe : bien plus rouge que la variété parente
- Chair : ferme
- Calibre : moyen

## Origine
1980, Gaiberg, République Fédérale d'Allemagne.

## Parenté
Rubinstar est un mutant de la variété Jonagold, celle-ci résultant du croisement Golden Delicious × Jonathan.

## Pollinisation
- Variété triploïde
- Groupe de floraison: C.
- Pollinisateurs: Rajka, ...

## Culture
Le cultivar Rubinstar est préféré à son parent Jonagold pour sa coloration plus rouge.
Accepte le mode moderne de culture en basse-tige étroit.